# Nāz̧erābād (ort i Iran)
Nāz̧erābād (persiska: ناظر آباد) är en ort i Iran.   Den ligger i provinsen Khorasan, i den nordöstra delen av landet, 700 km öster om huvudstaden Teheran. Nāz̧erābād ligger 1 024 meter över havet och antalet invånare är 350.
Terrängen runt Nāz̧erābād är platt. Runt Nāz̧erābād är det ganska tätbefolkat, med 185 invånare per kvadratkilometer. Närmaste större samhälle är Mashhad, 14,8 km sydost om Nāz̧erābād. Runt Nāz̧erābād är det i huvudsak tätbebyggt.